# 陳穀 (永樂進士)
陳穀（14世紀—15世紀），字世用，江西南昌府進賢縣人，明朝政治人物。

## 生平
陳穀是學正孔陳彥之子，永樂十八年（1420年）中舉人，次年（1421年）聯捷進士，宣德元年（1426年）獲授行在交趾道監察御史，任內能幹敢言，丁艱後在五年（1430年）調任行在福建道監察御史，奉命清理軍伍。
正統年間陳穀外任成都知府，十四年（1449年）陞廣西右參政，很快因為成都人民請求讓他留任，在次年（景泰元年，1450年）調任四川右參政，仍掌成都府事，後事不詳。

## 引用
1. 1 2  康熙《進賢縣志·卷十一·選舉志一》：永樂十九年辛丑曾鶴齡榜 陳穀 字世用，學正孔彥之子。庚子鄉試登第，歷監察御史，能幹敢言；丁艱用薦奪情復任，奉勅清理畿甸軍伍，擢成都知府，考滿擢廣西參政，改四川，仍掌府事。
2. ↑  《明宣宗章皇帝實錄·卷十七》：（宣德元年五月丁酉）擢進士萬觀、熊昱、聶用乂、徐湯、崔碧、陳叔剛、王強、陳穀、趙寬為監察御史……榖行在交阯道……
3. ↑  《明宣宗章皇帝實錄·卷六十五》：（宣德五年四月庚辰）調行在交阯道監察御史陳榖於行在福建道，浙江按察司副使許銘於湖廣按察司，以親喪服闋也。
4. ↑  《明英宗睿皇帝實錄·卷一百八十六·廢帝郕戾王附錄第四》：（正統十四年十二月）壬戌陞廣西右參議甄完為湖廣右參政，知府楊鐸為廣東右參政、陳穀為廣西右參政……
5. ↑  《明英宗睿皇帝實錄·卷一百九十二·廢帝郕戾王附錄第十》：（景泰元年五月癸亥）調廣西右參政陳穀於四川布政司，仍掌成都府事。先是穀自成都知府陞廣西右參政，羌民保留復任，左副都御史寇深以聞，故有是命。